# Chotianiwka
Chotianiwka (ukr. Хотянівка) – wieś na Ukrainie, w obwodzie kijowskim, w rejonie wyszogrodzkim, w hromadzie Wyszogród. W 2001 liczyła 807 mieszkańców, spośród których 755 wskazało jako ojczysty język ukraiński, 50 rosyjski, a 2 białoruski.